# Cieneguillo Sur Lateral A
Cieneguillo Sur Lateral A es un caserío peruano ubicado en el distrito de Sullana, perteneciente a la provincia homónima del departamento de Piura, al norte del Perú. 

## Ubicación
Cieneguillo Sur Lateral A se ubica al oeste de la provincia de Sullana, en el distrito homónimo, en el departamento de Piura. 

## Demografía
En 2017 Cieneguillo Sur Lateral A tenía una población de 409 habitantes.